# Bagaha
Bagaha – gaun wikas samiti w zachodniej części Nepalu w strefie Lumbini w dystrykcie Rupandehi. Według nepalskiego spisu powszechnego z 2001 roku liczył on 576 gospodarstw domowych i 4828 mieszkańców (2319 kobiet i 2509 mężczyzn).